# 长林县 (隋朝)
长林县，中国古县名，在今湖北省荆门市境。
西魏时，为鄀州地。隋朝开皇十一年（591年），长林县并入长宁县。开皇十一年（598年），长宁县改称长林县，属荆州。大业年间，属南郡。宋朝时，属荆门军。元朝时，属荆门府、荆门州，为上县。明朝洪武九年（1376年）四月，荆门州降为荊門縣，长林县并入。